# Giovanni Salvo
Giovanni Salvo (Montedoro, 19 luglio 1978 – Giugliano in Campania, 9 ottobre 2009) è stato un militare italiano, carabiniere insignito di medaglia d'oro al valor civile alla memoria.

## Biografia
Arruolatosi nei Carabinieri nel 2003. Dopo il corso allievi Carabinieri fu destinato presso la stazione carabinieri di Crispano, partecipando ad operazione di disarticolazione di clan camorristico locale, prima di passare in forza a quella di Villaricca (Napoli).

## Riconoscimenti
Il 22 ottobre 2017, alla memoria del carabiniere Giovanni Salvo è stato intitolato il piazzale antistante la caserma dei carabinieri di Villaricca (Napoli); mentre dal 28 marzo 2018 in sua memoria è stata intitolata la Caserma sede del Comando Stazione Carabinieri di Montedoro (CL)  .